# 南襄郡
南襄郡，中国南北朝隋唐时设置的郡。
南齐置南襄郡，治所新安县（即今湖北南漳县）。属雍州宁蛮府。辖境约今湖北省南漳县一带。下辖新安县、武昌县、建武县、武平县四县。南梁沿置，属宁蛮府。太清三年（549年）被西魏占领。西魏改置南襄阳郡，合并各属县为重阳县。北周改重阳县为思安县，隋文帝开皇三年（583年）废除南襄阳郡，思安县直属襄州。